# Seaforth
Seaforth é uma cidade localizada no estado americano de Minnesota, no Condado de Redwood.

## Demografia
Segundo o censo americano de 2000, a sua população era de 77 habitantes.
Em 2006, foi estimada uma população de 73, um decréscimo de 4 (-5.2%).

## Geografia
De acordo com o United States Census Bureau tem uma área de
2,6 km², dos quais 2,6 km² cobertos por terra e 0,0 km² cobertos por água.

## Localidades na vizinhança
O diagrama seguinte representa as localidades num raio de 16 km ao redor de Seaforth.